# N'Douffoukankro
N’Douffoukankro est une localité du centre-ouest de la Côte d'Ivoire et appartenant au département de Bouaflé, dans la Région de la Marahoué. La localité de N’Douffoukankro est un chef-lieu de commune.